# Karl Mannheim
Pour les articles homonymes, voir Mannheim (homonymie).
Karl Mannheim, né le 27 mars 1893 à Budapest et mort le 9 janvier 1947 à Londres, est un sociologue et philosophe allemand d’origine hongroise. De famille juive, la montée du national-socialisme en Allemagne le contraint à émigrer à Londres où il enseigne à la London School of Economics.

## Éléments biographiques
Issu de la classe moyenne juive, il compte parmi ses amis et collègues au moins trois membres de la noblesse juive : Oszkár Jászi (en), György Lukács et Anna Lesznai. Il étudie la philosophie et la sociologie à l'université de Budapest, de Fribourg-en-Brisgau et de Berlin (où il suit notamment les cours de Georg Simmel en 1914), Paris et Heidelberg. Il obtient son doctorat en 1918. 
Pendant la brève période socialiste de la république des conseils de Hongrie, sous l'influence de son ami et mentor György Lukács, il enseigne à l'institut pédagogique de l'université de Budapest. 
En 1919, il quitte la Hongrie pour s’installer officiellement en Allemagne. Bien que relativement apolitique, il reste proche des intellectuels hongrois républicains devenus indésirables sous le régime anticommuniste de l'amiral Miklós Horthy.
De 1922 à 1925, il étudie pour obtenir son habilitation universitaire sous la direction du sociologue de la culture Alfred Weber (le frère de Max Weber) et il devient privatdozent à l'université de Heidelberg. Il participe en 1929, comme auditeur, au deuxième cours universitaire de Davos, avec de nombreux autres intellectuels français et allemands. En 1930, il est nommé professeur de sociologie à l’université de Francfort où il aura pour assistant Norbert Elias. En raison des lois de Nuremberg, il doit quitter l'Allemagne en 1933, et s'exile en Angleterre, où il devient enseignant à la London School of Economics et à l'université de Londres.

## Parcours intellectuel et influences
L’œuvre de Karl Mannheim conjugue l’influence de plusieurs courants de pensées de l’époque. Il est notamment l’héritier de la tradition hégéliano-marxienne qu’il découvre à travers les travaux de son compatriote Georg Lukacs ; il est également sensible à la philosophie vitaliste de Georg Simmel et à l’herméneutique de Wilhelm Dilthey ; il s’intéresse aussi aux avancées de la phénoménologie, en particulier, à la sociologie de la connaissance développée par Max Scheler et, plus tard, à l’ontologie de Martin Heidegger. Mannheim est aussi un lecteur assidu des travaux de Max Weber ; il accorde également une importance capitale à l’historisme désenchanté du théologien et sociologue Ernst Troeltsch.
Cette fréquentation à la fois de la philosophie et de la sociologie est caractéristique de l'œuvre de Mannheim qui a toujours refusé de séparer les deux domaines (cet aspect est d'ailleurs une constante de la sociologie allemande jusqu'à Jürgen Habermas). Son premier ouvrage porte sur la théorie de la connaissance et est publié dans une collection dirigée par le néo-kantien Ernst Cassirer (L'Analyse structurelle de la théorie de la connaissance).
Cet apparent éclectisme est synthétisé dans la constitution d’une sociologie de la connaissance en poursuivant les intuitions de Max Scheler pour constituer un nouveau chapitre de la sociologie dite « compréhensive » qui n’aurait pas pour point de départ l’individu, comme chez Max Weber, mais bien des groupes envisagés dans leur « constellation » socio-historique concrète. De la sorte, Mannheim parvient à concilier les différentes écoles de pensée de son époque comme en témoigne la publication très remarquée de Ideologie und Utopie (1929) qui donne lieu à des comptes rendus de penseurs venus d’horizons extrêmement divers : Herbert Marcuse, Max Horkheimer, Hannah Arendt, Ernst Robert Curtius, Helmuth Plessner, Paul Tillich.

## Sociologie de la connaissance
Il participe avec Georg Lukács, en 1915 à la création du Cercle du dimanche, un groupe de réflexion d'intellectuels dont font aussi partie les psychanalystes René Spitz et Edith Gyömrői, le musicien Bela Bartok, ainsi que Béla Balázs, Lajos Fülep, Arnold Hauser.

## Période londonienne
Karl Mannheim connaît beaucoup de difficultés à s'imposer à Londres. Il laisse de côté la sociologie de la connaissance pour s'intéresser à l'éducation, à la rationalisation et il s'interroge sur le problème de la planification (économique et politique) qu'il juge essentiel à l'essor de la société moderne. Sa pensée reste marquée par la philosophie de l'histoire et par certaines idées marxistes qui ne recevront pas un accueil favorable en Angleterre. Il est sévèrement critiqué par le philosophe libéral et épistémologue Karl Popper qui réduit sa sociologie à l'historicisme.
Doublement exilé et mal compris dans ses derniers travaux, Mannheim poursuit une carrière qui devait s'achever dans un certain oubli de sa contribution majeure à la sociologie de l'entre-deux guerres. Vers la fin de sa vie, Mannheim adopte une attitude conservatrice qui contraste beaucoup avec ses positions plus engagées des années 1920. À Londres, il a beaucoup contribué à faire connaître l'œuvre de Max Weber et celle d'Ernst Troeltsch.
Peu connue en France (en raison notamment d'une médiocre traduction d'Ideologie und Utopie et de son association trop stricte au marxisme), la sociologie de Mannheim a toutefois fait l'objet de plusieurs études et traductions aux États-Unis, comme les traductions et les études conduites par le sociologue Kurt Heinrich Wolff. En Allemagne, elle est restée dans l'ombre de sociologues comme Jürgen Habermas et Niklas Luhmann qui ont connu un succès considérable à partir de la fin des années 1960. Le sociologue Nico Stehr (allemand d'origine qui a enseigné au Canada et aux États-Unis) revendique depuis les années 1980 l'héritage de Karl Mannheim et de la sociologie de la connaissance.

## Principaux ouvrages
- Die Strukturanalyse der Erkenntnistheorie, Berlin, 1922.
- 1929, Ideologie und Utopie, Bonn, 1929 (éd. Francfort-sur-le-Main et rééd. Klostermann).

- Édition anglaise en 1936, Ideology and Utopia. An Introduction to the sociology of knowledge, trad. Louis Wirth et Edward Schils, Édition augmentée et remaniée pour le public anglophone.
- Die Gegenwartsaufgaben der Soziologie, Tübingen, 1932.
- Mensch und Gesellschaft im Zeitalter des Umbaus, Leyde, 1935
- 1940, Man and Society in an Age of Reconstruction: Studies in Modern Social Structure. Londres, Kegan Paul
- Diagnosis of our Time. Wartime Essays of a Sociologist, Londres, 1943.
- Freedom, Power and Democratic Planning, Londres, 1951.
- Strukturen des Denkens, ouvrage inédit comprenant deux essais sur la sociologie de la culture édité par David Kettler, Volker Meja et Nico Stehr, Suhrkamp Verlag, Francfort-sur-le-Main, 1980. Également traduit en anglais par les mêmes éditeurs.
- Konservatismus, thèse d’habilitation inédite éditée par David Kettler, Volker Meja et Nico Stehr, Suhrkamp Verlag, Francfort-sur-le-Main, 1984. Également traduit en anglais par les mêmes éditeurs.

### Livres et articles traduits en français
- Le Problème des générations (1928), trad. Gérard Mauger, Paris, Nathan, 1990.
- Idéologie et Utopie (1929), Rivière, 1956, nouvelle traduction en 2006 par Jean-Luc Evard aux Éditions de la Maison des sciences de l'Homme
- La Pensée conservatrice, trad. Jean-Luc Evard, Editions de la revue Conférence, 2009.

Remarque : Comme l'a souvent rappelé Joseph Gabel (l'un des seuls commentateurs de Mannheim en français), cette édition de Ideologie und Utopie pose plusieurs problèmes car il s'agit d'une traduction française de la traduction anglaise de l'ouvrage. Il est préférable de se référer à l'édition anglaise (1936). Cette édition n'est pas sans poser quelques problèmes, Mannheim l'ayant expurgée de nombreux concepts appartenant à la sociologie et à la philosophie allemande pour en faire une version plus accessible au lectorat anglophone. De plus, la traduction anglaise elle-même est souvent très discutable. On peut lire à ce sujet les articles qui précèdent la traduction de l'article mentionné ci-après (« De la concurrence… », paru dans L'Homme et la société). 
La seconde édition française, publiée en 2006, est quant à elle réalisée sur le texte allemand originel. 
- « De la concurrence et de sa signification dans le domaine intellectuel » (1929), L'Homme et la Société, n° 140-141, 2001.
- « Les sciences sociales et la sociologie » (1936) dans Les Convergences des sciences sociales et l'esprit international, Centre d'études de politique étrangère, 1937.

### Articles et ouvrages sur Mannheim
-Nia Perivolaropoulou, "Karl Mannheim et sa génération", Mil neuf cent. Revue d'histoire intellectuelle (Cahiers Georges Sorel), Année 1992, 10, pp. 165-186.
-Michael Löwy, "Karl Mannheim et György Lukács. L'héritage perdu de l'historicisme hérétique", L'Homme et la société, Année 1998, 130, pp. 51-63.
-Michael Löwy, "Mannheim et le marxisme : idéologie et utopie", Actuel Marx, 2008/1 (n° 43), p. 42-49.
-Paul Ricœur, L'idéologie et l'utopie, Seuil, coll. La couleur des idées, 1997, pp.215-240 et pp.355-373.